# Mons Argaeus
Mons Argaeus (Erciyes) – górzysty masyw na Księżycu, ciągnący się przez 50 km w kierunku południowo-wschodnim. Leży na południowo-wschodnim, górzystym brzegu Morza Jasności. Na wschód od Mons Argaeus, w dolinie Taurus-Littrow (obok Mons Vitruvius, na południe od krateru Littrow) wylądował Apollo 17.
Nazwa, oficjalnie nadana w 1935 przez MUA pochodzi od łacińskiej nazwy góry Erciyes Dağı w Turcji.